# Espècie tipus
En biologia, s'anomena espècie tipus (en anglès: Type species) a l'espècie que s'usa per a definir un grup taxonòmic de major rang, com un gènere o família. A partir d'aquesta espècie es fa la descripció i caracterització del grup.
En la nomenclatura biològica, una espècie tipus és l'espècie a la qual està permanentment lligat el nom d'un gènere; és l'espècie que conté els espècimens tipus del tàxon. Una espècie tipus és alhora un concepte i un sistema pràctic utilitzat en la classificació biològica i en la nomenclatura (donar nom) d'animals i plantes. El valor de l'espècie tipus rau en el fet que fa clar quin és el significat d'un nom de gènere en particular. Aquest és un concepte important quan un tàxon que conté múltiples espècies pot ser dividit en més d'un gènere; l'espècie tipus assigna automàticament el nom del tàxon original a uns dels nous tàxons resultants, així redueix el potencial de confusió.
Un concepte similar és el de gènere tipus

## En zoologia
El terme «espècie tipus» es regula en la nomenclatura zoològica per l'article 42.3 de International Code of Zoological Nomenclature, el qual defineix l'espècie tipus com el tipus que porta el nom (name-bearing type) del nom del gènere o subgènere (un nom de grup de gènere) és l'«espècie tipus».
Per exemple, l'espècie tipus del gènere de llimacs terrestres Monacha és Monacha cartusiana. Aquest gènere actualment és dins la família Hygromiidae. El gènere tipus per a aquesta família és el gènere Hygromia.
El concepte d'espècie tipus en zoologia va ser introduït per Pierre André Latreille.

## En botànica
En la nomenclatura botànica, el tipus per qualsevol nom taxonòmic donat —si té un tipus— és tècnicament un espècimen d'herbari (o il·lustracó). En el cas del nom d'un gènere (o una subdivisió d'un gènere), el tipus serà normalment el tipus d'una espècie hi-inclosa i pot ser indicat pel nom de només aquesta espècie. L'espècie tipus, malgrat de no ser formalment en el Codi, de vegades es manlleva de la nomenclatura zoològica.